# Tekumel
Tekumel ist eine Fantasywelt, die seit den 1970er Jahren von M. A. R. Barker, einem US-amerikanischen Professor für Linguistik, entwickelt wird. Sie diente seitdem als Spielwelt für mehrere Pen-&-Paper-Rollenspiele.
Tekumel basiert auf indischer, nah-östlicher, ägyptischer und mittelamerikanischer anstelle der sonst üblichen europäischen Mythologie. Riesige Imperien auf der technologischen Stufe des Mittelalters wetteifern miteinander mittels Magie, großer stehender Heere und antiker Apparate. Barker selbst betrachtete die Erschaffung der Fantasy-Welt auch als sprachwissenschaftliche Übung, da er eine eigene Sprache, das Tsolyáni, eine Mischung aus Urdu, Pashtu und Mayathan, konstruierte.
Das erste Tekumel-Rollenspiel erschien 1975 bei TSR unter dem Titel The Empire of The Petal Throne. Später folgten weitere Spiele u. a. von Gamescience, Theatre of the Mind, Imperium Publishing Company und Tekumel Games. Aktuell gibt es eine Version von Guardians of Order, die auf einer Variante des Tri-Stat-Systems basiert. Eine deutsche Übersetzung existiert gegenwärtig nicht.
Die Welt ist Grundlage mehrerer Romane von Barker. Das erste, The Man of Gold, erschien 1984.